# Euphyllodromia nigrochlamys
Euphyllodromia nigrochlamys är en kackerlacksart som beskrevs av Rehn, J. A. G. 1928. Euphyllodromia nigrochlamys ingår i släktet Euphyllodromia och familjen småkackerlackor.
Artens utbredningsområde är Peru. Inga underarter finns listade i Catalogue of Life.